# Заболоттівська сільська рада (Володимирецький район)
Заболо́ттівська сільська́ ра́да — колишній орган місцевого самоврядування в Володимирецькому районі Рівненської області. Адміністративний центр — село Заболоття.

## Загальні відомості
- Заболоттівська сільська рада утворена в 1940 році.
- Територія ради: 22,332 км²
- Населення ради: 1 126 осіб (станом на 2001 рік)
- Територією ради протікає річка Стир.

## Населені пункти
Сільській раді були підпорядковані населені пункти:
- с. Заболоття

## Склад ради
Рада складалася з 12 депутатів та голови.
- Голова ради: Хондока Роман Володимирович
- Секретар ради: Ярошик Ольга Вікторівна

### Керівний склад
| ПІБ                          | Основні відомості                                    | Дата обрання | Дата звільнення |
| ---------------------------- | ---------------------------------------------------- | ------------ | --------------- |
| Хондока Роман Володимировичя | Сільський голова, 1985 року народження, освіта вища. | 28.10.2015   |                 |
| Ярошик Ольга Вікторівна      | Секретар ради, 1987 року народження, освіта вища,    | 28.10.2015   |                 |

Примітка: таблиця складена за даними сайту Верховної Ради України